# Wesley Saïd
Pour les articles homonymes, voir Saïd.
Wesley Saïd, né le 19 avril 1995 à Noisy-le-Grand, en Seine-Saint-Denis, est un footballeur français. Formé au Stade rennais, il évolue au poste d'attaquant au RC Lens.

## Biographie

### Enfance et formation
Wesley Saïd naît le 19 avril 1995 à Noisy-le-Grand, dans le département de la Seine-Saint-Denis. Son père est réunionnais d'origine comorienne, et sa mère est mauricienne. Il commence la pratique du football dès ses trois ans, en jouant avec son père, puis prend sa première licence en 2001, à l'âge de six ans, avec le Noisy-le-Grand FC, et y évolue durant trois ans. À l'âge de huit ans, son père Bernard l'emmène passer une détection au Stade rennais, le club qu'il supporte. Séduit par ses qualités, le club breton lui permet de jouer durant deux ans des tournois internationaux avec ses équipes de jeunes. Pour autant, Wesley Saïd reste en région parisienne : de juillet 2004 à novembre 2006, il évolue avec l'ES Villiers-sur-Marne, club voisin de Noisy-le-Grand.

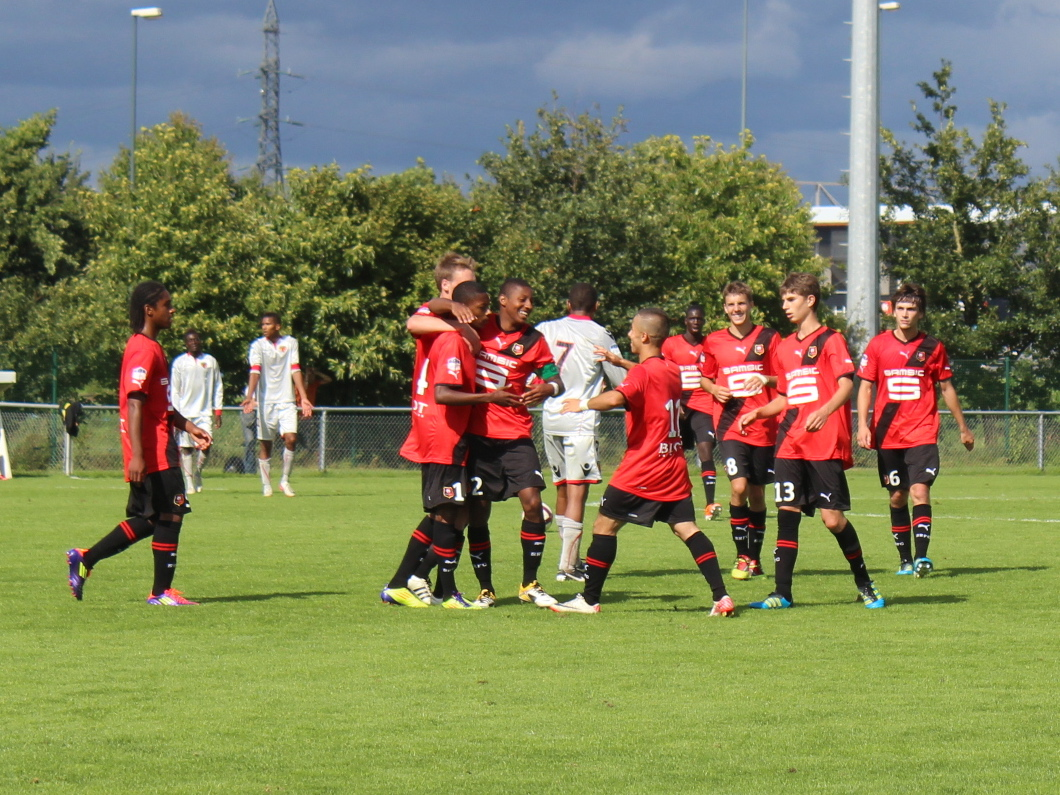
Wesley Saïd (à gauche) avec les U19 rennais en août 2011.

Alors qu'il est âgé de onze ans, la famille Saïd déménage à Rennes, et Wesley intègre le Stade rennais. Très vite, il démontre un gros potentiel, et est constamment surclassé, n'évoluant que rarement face à des adversaires de son âge,. En août 2010, alors que le joueur est âgé de 15 ans, Patrick Rampillon, le directeur du centre de formation du Stade rennais, affirme avoir « demandé à être viré » s'il ne parvient pas à passer professionnel, pour illustrer l'étendue de ses qualités et les espoirs fondés sur lui. Avec les équipes de jeunes rennaises, Saïd parvient à remporter quelques tournois comme le Tournoi de Montaigu en 2010 et le Trophée des centres de formation de Ploufragan en 2012. Buteur en finale dans les deux cas, il est également élu meilleur espoir du tournoi organisé dans les Côtes-d'Armor,.

### Carrière en club

#### Débuts professionnels au Stade rennais FC

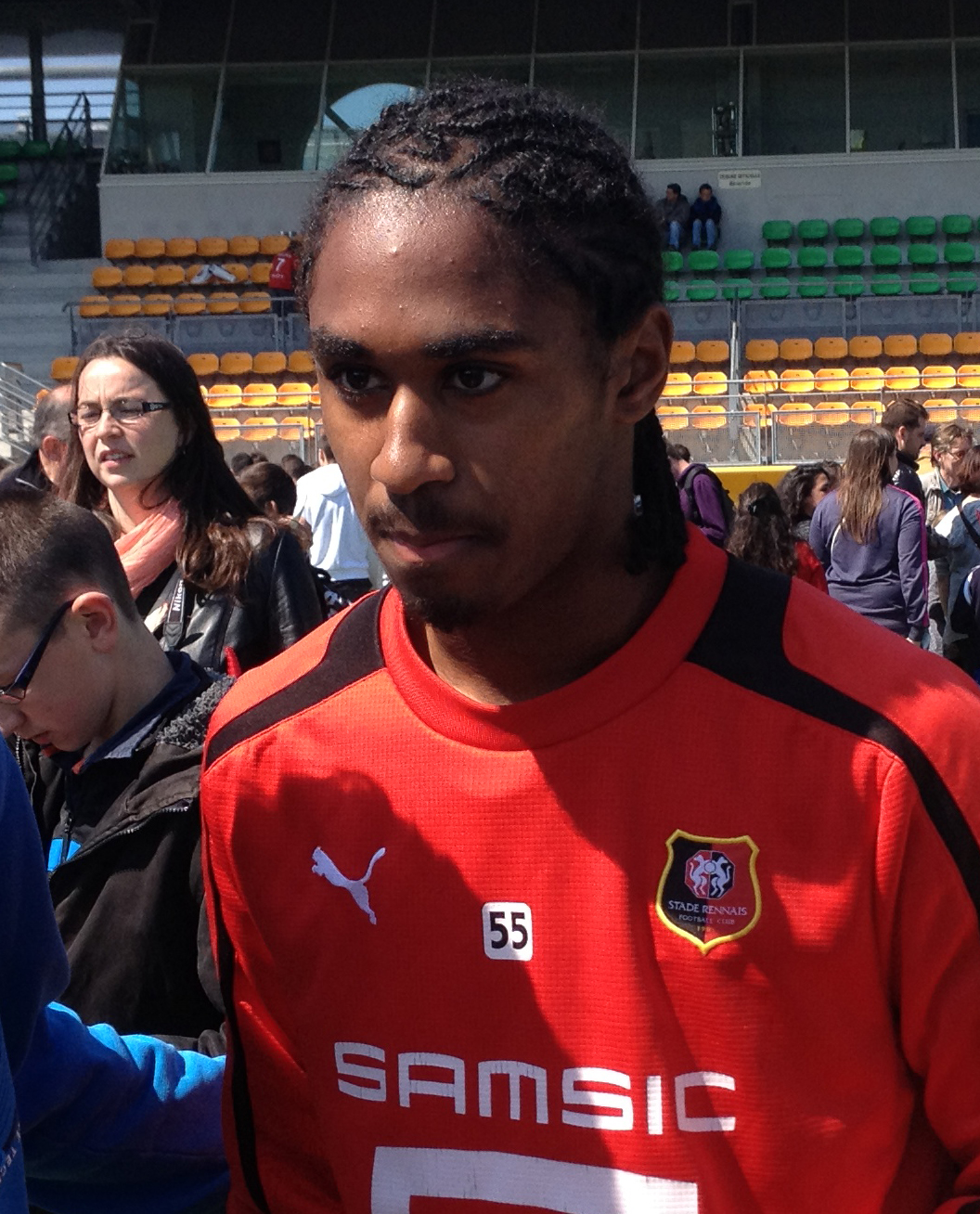
Wesley Saïd en mai 2013.

Dans le courant de la saison 2012-2013, Wesley Saïd participe à plusieurs reprises aux entraînements du groupe professionnel rennais, dirigé par Frédéric Antonetti. Finalement, début janvier 2013, il signe un premier contrat professionnel de trois ans avec le Stade rennais FC, après de longues négociations avec son club formateur,. Pour autant, son contrat ne prenant effet qu'en juin 2013, le jeune attaquant doit attendre avant de faire ses débuts professionnels en compétition : en 2012-2013, il doit se contenter de rencontres avec l'équipe réserve en CFA2, niveau où il avait commencé la saison précédente et où il marque six buts en seize matchs disputés durant cet exercice.
À l'été 2013, alors que Philippe Montanier remplace Antonetti au poste d'entraîneur du Stade rennais FC, Saïd réalise la préparation d'avant saison 2013-2014 avec les professionnels. Le 31 août 2013, il fait ses débuts en Ligue 1 contre le LOSC Lille : titularisé par Montanier, il joue plus d'une heure, avant d'être remplacé par Jonathan Pitroipa,. Au total, il dispute neuf rencontres, dont six de Ligue 1, durant la première partie de saison, puis n'est plus aligné par Montanier à partir de janvier, le club s'étant renforcé en attaque avec les arrivées d'Ola Toivonen, Kamil Grosicki et Paul-Georges Ntep au mercato hivernal. Alors que ce dernier quitte l'AJ Auxerre pour rejoindre la Bretagne, Saïd est pressenti dans un premier temps pour faire le chemin inverse, mais c'est finalement Zana Allée, un autre jeune attaquant rennais, qui est prêté au club bourguignon. Ayant refusé d'être prêté afin de disputer la Coupe Gambardella avec ses coéquipiers, Saïd y brille en inscrivant un triplé pour éliminer le Paris Saint-Germain en seizièmes de finale, avant de voir son équipe éliminée en quarts par le Stade de Reims. Terminant la saison en CFA2, il y marque un total de cinq buts en onze rencontres disputées.

#### Prêts au Stade lavallois puis au Dijon FCO
Après avoir réalisé la préparation estivale à la saison 2014-2015 avec le Stade rennais FC, marquant à quatre reprises durant les matchs amicaux, Wesley Saïd est prêté le 1er septembre 2014 au Stade lavallois, afin d'acquérir du temps de jeu et de l'expérience en Ligue 2,. Avec Laval, il fait ses débuts le 12 septembre 2014, remplaçant Maxime Bourgeois lors d'un match contre l'US Orléans, puis gagne sa place de titulaire à partir de novembre, mois durant lequel il marque son premier but pro, contre La Berrichonne de Châteauroux. Au moment du bilan de fin de saison, Ouest-France indique qu'il s'est imposé comme une « petite pépite », qui n'a toutefois pas toujours brillé, mais son accélération et sa technique en ont fait un atout important pour Laval.
De retour à Rennes, il joue une rencontre de Ligue 1 contre le Montpellier HSC, puis est de nouveau prêté en Ligue 2, cette fois au Dijon FCO.

#### Retour au Dijon FCO

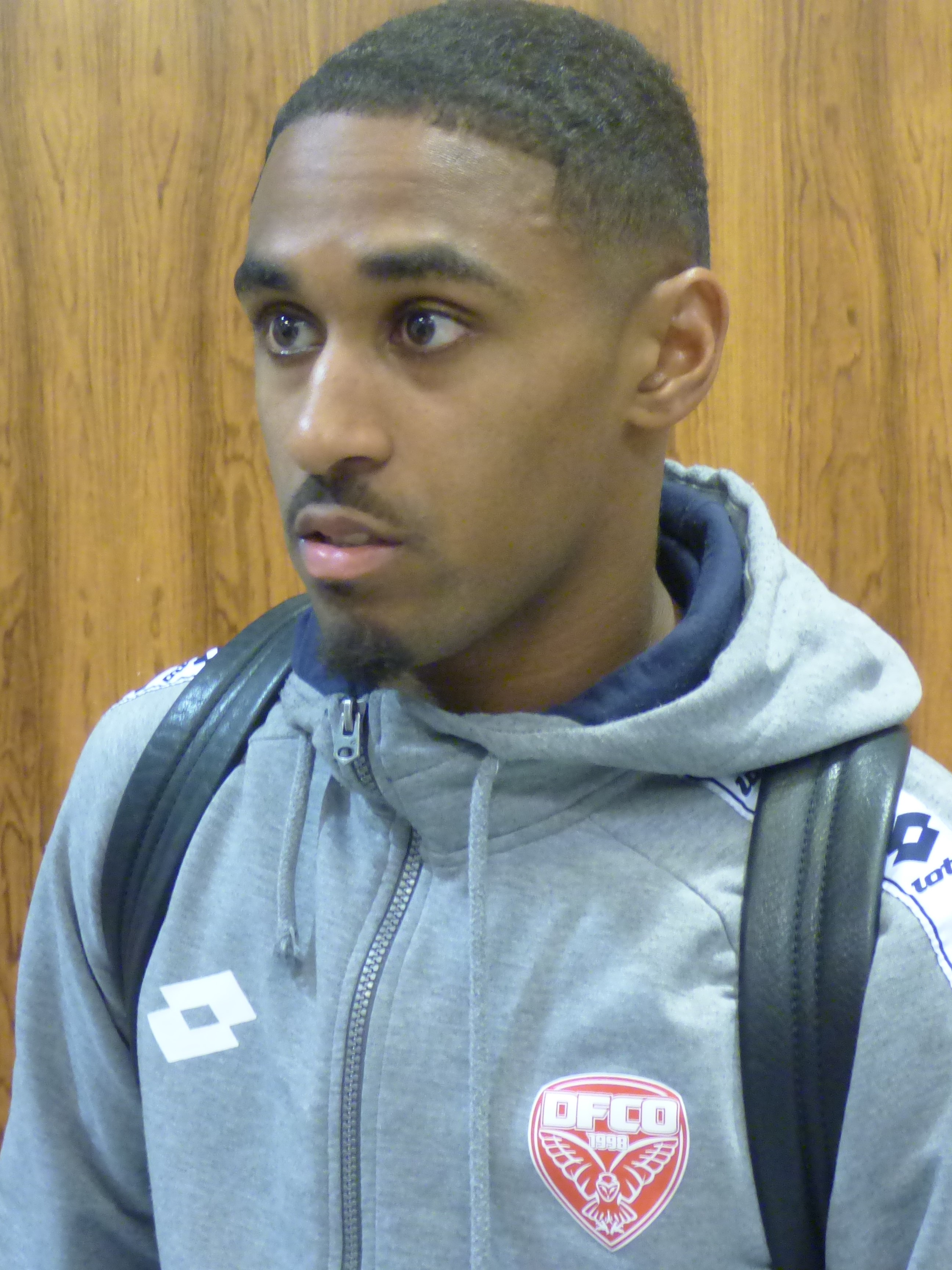
Wesley Saïd en 2019 avec Dijon.

Le 7 juillet 2017 il signe un contrat de quatre ans au Dijon FCO.
Sous les ordres de Dall'Oglio, il réalise sa meilleure saison depuis le début de sa carrière, comme le montre ses statistiques correctes (neuf buts et trois passes décisives en 29 apparitions).
Cependant la saison 2018-19 est plus compliquée, dans un collectif médiocre, et une attaque en panne, il perd petit à petit sa place de titulaire jusqu'à l'éviction du coach et l'arrivée d'Antoine Kombouaré, qui réussit à le relancer lors de la fin de saison.
Après le maintien acquis en prolongation face au RC Lens lors de la saison 2018-2019, il fait part de ses envies de départ. Il fait d'ailleurs une grève lors de la préparation d'avant-saison du club bourguignon pour rejoindre le Toulouse FC.

#### Toulouse FC
Après plusieurs semaines de négociations et une grève de l'entraînement entamée par le joueur, il s'engage au Toulouse FC le 3 août 2019 en signant un contrat de quatre ans contre 6 millions d'euros plus 2 millions de bonus. Il y devient la recrue la plus onéreuse de l'histoire du club. Dans la semaine précédant le derby face à Bordeaux, Alain Casanova, son entraîneur, se montre dithyrambique à son sujet, assurant qu'il est "capable de donner une dizaine de passes décisives et de marquer une vingtaine de buts par saison". Sur la première partie de saison, il participe à 15 rencontres de championnat, dont 8 titularisations pour deux buts inscrits et une passe décisive délivrée. À cause de la pandémie de Covid-19, la saison est arrêtée après 28 journées. Il totalise finalement 23 apparitions, pour quatorze titularisations, deux buts inscrits et une passe décisive. Au terme de celle-ci, Toulouse est relégué en Ligue 2.
Lors de la préparation estivale, il est victime d'une rupture du ligament croisé antérieur du genou droit lors d'un match amical face aux Girondins de Bordeaux. Il ne retrouve l'entraînement qu'en mars 2021. Il renoue avec la compétition le 20 avril en Coupe de France, disputant la première mi-temps face au GFA Rumilly Vallières, ce qui fut sa seule apparition de la saison sous le maillot toulousain. Sans lui, le club atteint malgré tout une troisième place dans le championnat et échoue en barrages contre le FC Nantes. Libéré de son contrat, il quitte la ville rose avec un statut de grand flop auprès des supporters et des observateurs, du fait son prix d'achat très élevé pour le club.

#### RC Lens
Libéré de son contrat par le club toulousain, il rejoint le RC Lens le 22 juin 2021. Le plus souvent remplaçant, il se satisfait de son statut de joker décisif, avant de devenir un titulaire régulier à l'automne 2022. Le 17 janvier 2023, il prolonge de deux années avec le RC Lens, soit jusqu'en 2026.
Doublure de Loïs Openda puis d'Elye Wahi, Wesley Saïd réalise deux saisons de bonnes factures en Ligue 1 avec Lens malgré de nombreuses blessures,,. Il découvre même la Ligue des champions lors de la saison 2023-2024 des artésiens.
Pendant l'été 2024, Wahi quitte Lens tandis que Franck Haise est remplacé par Will Still. Devenu titulaire, Saïd marque en ouverture contre Angers, avant de réitérer la performance contre le Panathinaïkós en tours préliminaires de l'Europa Conference League. Ses performances sont saluées par la critique,,.
Le 11 avril 2025, il fête sa 100e apparition sous le maillot lensois lors d'un match de Ligue 1 face au Stade de Reims. Le match se soldera par une défaite des Sang et Or 0-2.

### En sélection nationale
Figurant parmi les meilleurs espoirs de sa génération sur le plan national, Wesley Saïd est sélectionné en équipe de France dans toutes les catégories d'âge chez les jeunes. Avec les moins de 16 ans, il marque ainsi neuf buts en onze sélections, et forme un duo d'attaque performant avec le parisien Hervin Ongenda. Pour autant, lui et ses coéquipiers ne parviennent pas à s'illustrer lors des compétitions internationales : en mai 2012, dans la catégorie des moins de 17 ans, ils sont éliminés du championnat d'Europe dès la phase de poule, puis, en moins de 19 ans, ne parviennent pas à passer le premier tour des qualifications à l'Euro de la catégorie après trois matchs nuls.

## Style de jeu
Laurent Huard, son entraîneur chez les espoirs du Stade rennais, dit de lui qu'il a un talent pour « éliminer ses adversaires » et Saïd affirme que ses « qualités premières sont la vitesse et la technique ».
Walid Acherchour met en avant ses qualités techniques et son volume de jeu, notamment dans le pressing, ainsi que son importance dans le collectif lensois : « C’est l’un des attaquants les plus fins et les plus intelligents de Ligue 1. Dans les déplacements, il est toujours là où il faut. Il presse, il est cohérent par rapport au reste de l’équipe ».

## Statistiques
| Saison                | Club                   | Championnat           | Championnat | Championnat | Championnat | Coupe nationale | Coupe nationale | Coupe nationale | Coupe de la Ligue | Coupe de la Ligue | Coupe de la Ligue | Compétition(s) continentale(s) | Compétition(s) continentale(s) | Compétition(s) continentale(s) | Compétition(s) continentale(s) | Play-offs | Play-offs | Play-offs | Total | Total | Total |
| Saison                | Club                   | Division              | M.          | B.          | P.d.        | M.              | B.              | P.d.            | M.                | B.                | P.d.              | Comp.                          | M.                             | B.                             | P.d.                           | M.        | B.        | P.d.      | M.    | B.    | P.d.  |
| 2013-2014             | Stade rennais FC       | Ligue 1               | 6           | 0           | 0           | 1               | 0               | 0               | 2                 | 0                 | 0                 | -                              | -                              | -                              | -                              | -         | -         | -         | 9     | 0     | 0     |
| 2015-2016             | Stade rennais FC       | Ligue 1               | 1           | 0           | 0           | -               | -               | -               | -                 | -                 | -                 | -                              | -                              | -                              | -                              | -         | -         | -         | 1     | 0     | 0     |
| 2016-2017             | Stade rennais FC       | Ligue 1               | 25          | 4           | 0           | 2               | 1               | 0               | 2                 | 1                 | 0                 | -                              | -                              | -                              | -                              | -         | -         | -         | 29    | 6     | 0     |
| Sous-total            | Sous-total             | Sous-total            | 32          | 4           | 0           | 3               | 1               | 0               | 4                 | 1                 | 0                 | -                              | -                              | -                              | -                              | -         | -         | -         | 39    | 6     | 0     |
| 2014-2015             | Stade lavallois (prêt) | Ligue 2               | 30          | 4           | 2           | 3               | 3               | 0               | 1                 | 0                 | 0                 | -                              | -                              | -                              | -                              | -         | -         | -         | 34    | 7     | 2     |
| 2015-2016             | Dijon FCO (prêt)       | Ligue 2               | 9           | 1           | 1           | 1               | 2               | 0               | 1                 | 0                 | 0                 | -                              | -                              | -                              | -                              | -         | -         | -         | 11    | 3     | 1     |
| 2017-2018             | Dijon FCO              | Ligue 1               | 29          | 9           | 3           | 1               | 0               | 0               | 1                 | 0                 | 0                 | -                              | -                              | -                              | -                              | -         | -         | -         | 31    | 9     | 3     |
| 2018-2019             | Dijon FCO              | Ligue 1               | 34          | 4           | 1           | 4               | 1               | 0               | 2                 | 2                 | 0                 | -                              | -                              | -                              | -                              | 2         | 1         | 1         | 42    | 8     | 2     |
| Sous-total            | Sous-total             | Sous-total            | 72          | 14          | 5           | 6               | 3               | 0               | 4                 | 2                 | 0                 | -                              | -                              | -                              | -                              | 2         | 1         | 1         | 84    | 20    | 6     |
| 2019-2020             | Toulouse FC            | Ligue 1               | 23          | 2           | 1           | -               | -               | -               | 1                 | 0                 | 0                 | -                              | -                              | -                              | -                              | -         | -         | -         | 24    | 2     | 1     |
| 2020-2021             | Toulouse FC            | Ligue 2               | -           | -           | -           | 1               | 0               | 0               | -                 | -                 | -                 | -                              | -                              | -                              | -                              | -         | -         | -         | 1     | 0     | 0     |
| Sous-total            | Sous-total             | Sous-total            | 23          | 2           | 1           | 1               | 0               | 0               | 1                 | 0                 | 0                 | -                              | -                              | -                              | -                              | -         | -         | -         | 25    | 2     | 1     |
| 2021-2022             | RC Lens                | Ligue 1               | 21          | 5           | 0           | 2               | 1               | 1               | -                 | -                 | -                 | -                              | -                              | -                              | -                              | -         | -         | -         | 23    | 6     | 1     |
| 2022-2023             | RC Lens                | Ligue 1               | 21          | 5           | 0           | 1               | 1               | 0               | -                 | -                 | -                 | -                              | -                              | -                              | -                              | -         | -         | -         | 22    | 6     | 0     |
| 2023-2024             | RC Lens                | Ligue 1               | 27          | 7           | 1           | 1               | 0               | 0               | -                 | -                 | -                 | C1+C3                          | 3+2                            | 0                              | 0                              | -         | -         | -         | 33    | 7     | 1     |
| 2024-2025             | RC Lens                | Ligue 1               | 24          | 3           | 0           | 0               | 0               | 0               | -                 | -                 | -                 | C4                             | 2                              | 1                              | 0                              | -         | -         | -         | 26    | 4     | 0     |
| 2025-2026             | RC Lens                | Ligue 1               | 1           | 0           | 0           | -               | -               | -               | -                 | -                 | -                 | -                              | -                              | -                              | -                              | -         | -         | -         | 1     | 0     | 0     |
| Sous-total            | Sous-total             | Sous-total            | 94          | 20          | 2           | 4               | 2               | 1               | 0                 | 0                 | 0                 | -                              | 7                              | 1                              | 0                              | -         | -         | -         | 105   | 23    | 3     |
| Total sur la carrière | Total sur la carrière  | Total sur la carrière | 251         | 44          | 9           | 17              | 9               | 1               | 10                | 3                 | 0                 | -                              | 7                              | 1                              | 0                              | 2         | 1         | 1         | 287   | 58    | 11    |

## Palmarès
Avec le RC Lens, Wesley Saïd est vice-champion de France en 2023.
| RC Lens                           |
| --------------------------------- |
| - Ligue 1 - Vice-Champion : 2023. |